# Parafia Niepokalanego Poczęcia Najświętszej Maryi Panny w Riazaniu
Parafia Niepokalanego Poczęcia Najświętszej Maryi Panny w Riazaniu – rzymskokatolicka parafia znajdująca się w archidiecezji Matki Bożej w Moskwie, w Dekanacie Zachodnim. Posługę duszpasterską w parafii prowadzą księża diecezjalni, a według stanu na kwiecień 2018, jej proboszczem jest ks. Jozef Guncaga. 